# Bithynia troschelii
Bithynia troschelii е вид коремоного от семейство Bithyniidae.

## Разпространение
Видът е разпространен в Чехия, Словакия, Германия и Унгария.